# Ryōma Hagiyama
Ryōma Hagiyama (萩山竜馬?, Hagiyama Ryōma; 22 febbraio 1985) è un ex giocatore di football americano giapponese che ha giocato come wide receiver.